# Bouygues
Bouygues SA [bujɡ] mit Sitz in Paris ist ein diversifizierter, börsennotierter französischer Baukonzern, der im Jahr 1952 von Francis Bouygues gegründet wurde und seit 1989 von seinem Sohn Martin Bouygues geleitet wird. Die Gruppe ist spezialisiert auf Baugewerbe (Colas-Gruppe und Bouygues Construction), Immobilien und Immobilienentwicklung (Bouygues Immobilier), Medien (TF1-Gruppe) und Telekommunikation (Bouygues Telecom).

## Geschichte
Das Unternehmen wurde 1952 von Francis Bouygues (1922–1993) gegründet. 1970 wurde Bouygues an der Pariser Börse notiert. In den Jahren 1985 und 1986 erwarb Bouygues die Straßenbaugruppen Screg, Sacer und Colas, welche später in die Colas-Gruppe umgewandelt wurden. 1987 nahm das Unternehmen den Betrieb des Fernsehsenders TF1 auf und 1988 bezog Bouygues seinen neuen Sitz im Challenger-Komplex in Saint-Quentin-en-Yvelines. 1996 gründete das Unternehmen Bouygues Telecom und erwarb 23,26 Prozent der Anteile von Alstom. Im Jahr 2014, im Zuge der Abtretung der Energiesparte von Alstom an General Electric, gewährte Bouygues der französischen Regierung eine Call-Option, mit der diese maximal 20 Prozent der Anteile an Alstom erwerben konnte, welche sich derzeit im Besitz der Gruppe befinden.
Im Jahr 2004 veräußerte Bouygues die bisherige Unternehmenstochter Saur, ein Unternehmen im Bereich der Wasserwirtschaft, an die Private-Equity-Gesellschaft PAI partners für eine Summe von rund einer Milliarde Euro. Bis zu diesem Zeitpunkt umfasste das Portfolio von Saur auch Aktivitäten auf dem afrikanischen Kontinent, die aus Saur herausgetrennt und nicht mitveräußert wurden. Diese Unternehmensteile wurden später in die Gesellschaft Eranove überführt. Eranove wurde 2008 durch Bouygues mehrheitlich an den Investor Emerging Capital Partners (ECP) verkauft.

## Unternehmensbereiche
Telekom-/Mediendienstleistungen und Neubaugeschäfte (Bau, Straßen, Gebäude etc.)
Bau

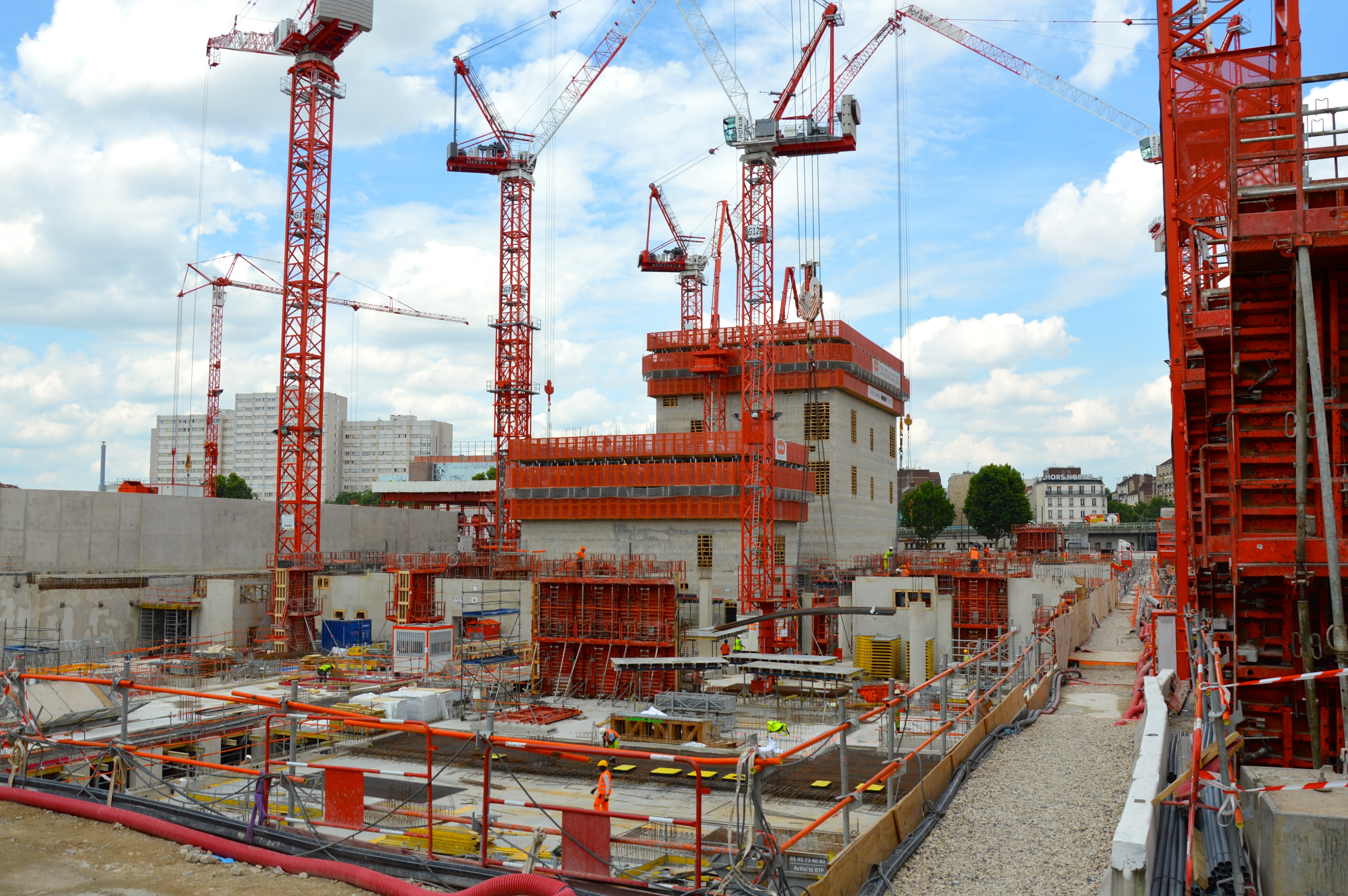
Neuer Justizpalast Paris, Baustelle im Jahr 2015

- Bouygues Construction (100 % Anteil): Hoch- und Tiefbau, öffentliche Bau- und Infrastrukturprojekte und Energie (Bouygues Energy & Services), mit einer Präsenz in 80 Ländern
- Colas-Gruppe (96,6 % Anteil): Verkehrsinfrastruktur, Eisenbahnen, Schienenausbau und -Instandhaltung, Seilbahnen[8]
- Bouygues Immobilier (100 % Anteil): Wohn-, Geschäfts-, Gewerbe- und Hotelimmobilien, Immobilien- und Städtebau, Immobilienentwicklung

Telekommunikation – Medien
- Bouygues Telecom (90,5 % Anteil): Mobilfunk- und Festnetzbetreiber
- TF1-Gruppe (43,8 % Anteil): Gruppe für audio-visuelle Medien; mit TF1 und neun weiteren Fernsehsendern.

Transport
- Alstom (28 % Anteil von 2006 bis 2019): Personenverkehr, Signaltechnik und Lokomotive

## Hauptsitz
Der Hauptsitz von Bouygues befindet sich in der Avenue Hoche 32 im 8. Arrondissement von Paris. Das Gebäude ist eine Arbeit des amerikanischen Architekten Kevin Roche, ebenso wie der bisherige Hauptsitz, der Challenger-Komplex in Saint-Quentin-en-Yvelines. Dieser befindet sich auf einem 30 Hektar großen Gelände in Guyancourt und wird heute von Bouygues Construction, einer Tochtergesellschaft der Gruppe, genutzt.

## Unternehmenswerte

### Soziales und ökologisches Engagement
Seit 2006 beteiligt sich Bouygues am Global Compact der Vereinten Nationen. Die Gruppe unterstützt zusammen mit mehreren anderen Unternehmen wie EDF, BNP Paribas oder Saint-Gobain den Think Tank The Shift Project, der eine nachhaltige wirtschaftliche Entwicklung fördert.

### Schirmherrschaft
Bouygues konzentriert seine Schirmherrschaft auf Bildung, soziale Fragen und medizinische Forschung. Jede Tochtergesellschaft unterstützt ihre eigene Stiftung:
- Die Francis-Bouygues-Stiftung fördert begabte Oberstufen-Schüler mit einem Stipendium.
- Terre Plurielle, die Stiftung von Bouygues Construction, lässt ihre Mitarbeiter Projekte aussuchen, denen die Stiftung dann finanzielle Unterstützung gewährt. Diese Projekte beschäftigen sich mit dem Zugang zu Gesundheit, Bildung und sozialer Eingliederung von Menschen mit besonderem Bedarf.
- Die 2009 gegründete Bouygues-Immobilier-Stiftung hat zum Ziel, das Bewusstsein für die Notwendigkeit von nachhaltigem Bau und Stadtplanung zu erhöhen.
- Die Colas-Stiftung unterstützt zeitgenössische Kunst, indem sie Gemälde erwirbt.
- Die TF1-Stiftung hilft jungen Talenten aus benachteiligten Stadtteilen, im Rundfunkbereich Fuß zu fassen.
- Die Bouygues-Telecom-Stiftung engagiert sich für Umweltschutz, hilft Menschen mit sozialen oder medizinischen Schwierigkeiten und setzt sich für die Förderung der französischen Sprache ein.